# Peribatodes marinaria
Peribatodes marinaria là một loài bướm đêm trong họ Geometridae.